# لاديسلاو نيريو
لاديسلاو نيريو (بالإسبانية: Ladislao Nerio)‏ هو لاعب كرة قدم سلفادوري في مركز الدفاع، ولد في 10 نوفمبر 1976 في سونسوناتي، السلفادور في السلفادور، وتوفي بنفس المكان في 1 فبراير 2012. شارك مع منتخب السلفادور تحت 21 سنة لكرة القدم ‏. أما مع النوادي، فقد لعب مع نادي أكويلا.